# القرن 2 في لبنان
تسرد هذه المقالة الأحداث التاريخية التي وقعت بين 101-200 في لبنان المعاصر أو ما يتعلق بشعبه.

## الإدارة

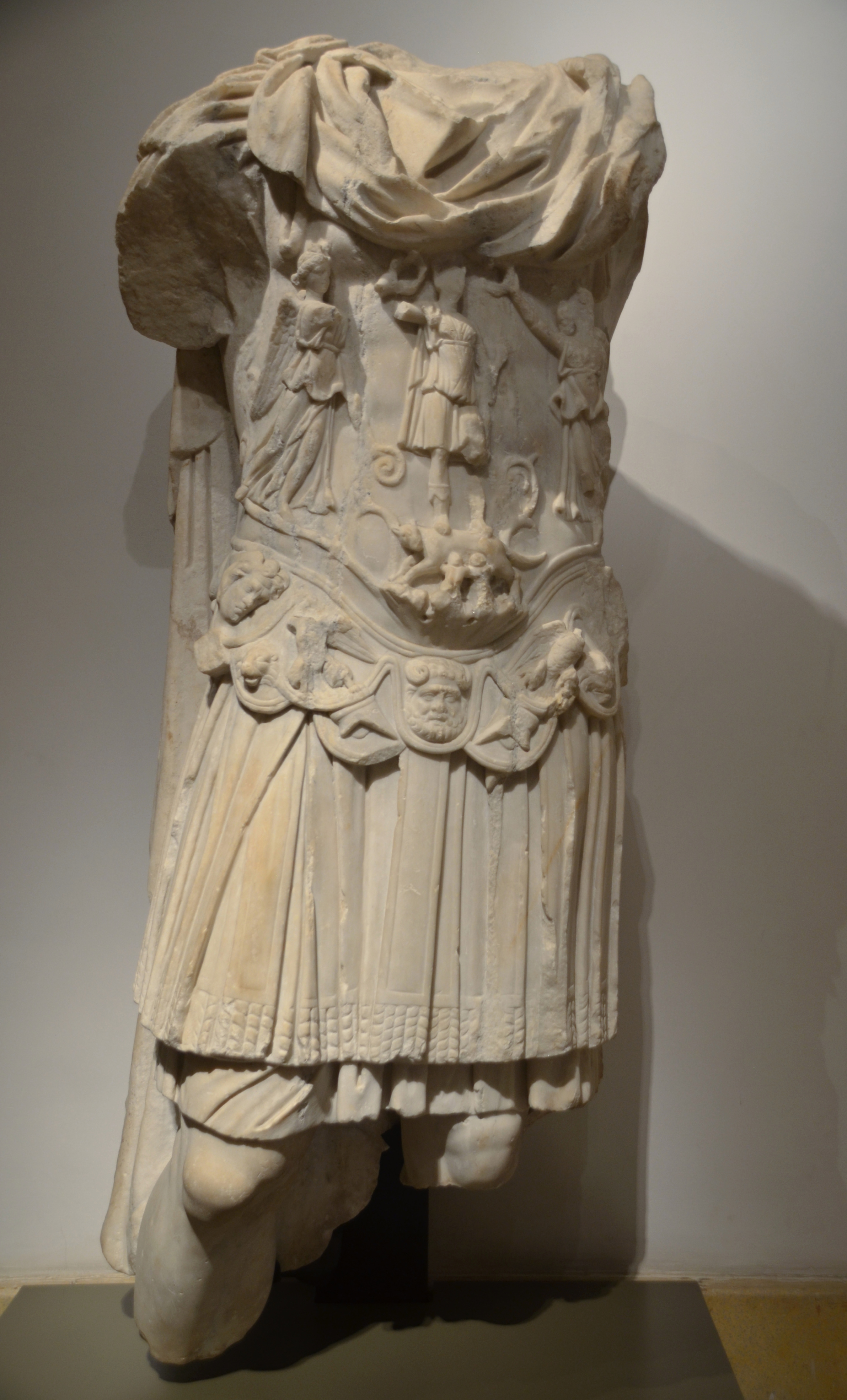
تمثال درع للإمبراطور الروماني هادريان من صور، متحف بيروت الوطني، لبنان.

يقال إن الإمبراطور الروماني هادريان (حكم 117-138) فكر في تقسيم مقاطعة سوريا الكبيرة جدًا في 123-124 م، لكن ذلك لم يحدث إلا بعد وقت قصير من عام 194 قبل الميلاد. قام سيبتيموس سيفيروس (حكم من 193 إلى 211) بذلك بالفعل، حيث قسم المقاطعة إلى سوريا الجوفاء في الشمال وفينيقيا في الجنوب. كانت المقاطعة أكبر بكثير من المنطقة التي تسمى تقليديًا فينيقيا: على سبيل المثال، مدن مثل إميسا وتدمر وقاعدة ليجيو الثالث جاليكا  في رافانيا السفلى 2] أصبحوا الآن خاضعين لحاكم صور. وقد استقر قدامى المحاربين في هذه الوحدة العسكرية في مدينة صور، التي حصلت أيضاً على رتبة كولونيا.

## حرب الخلافة

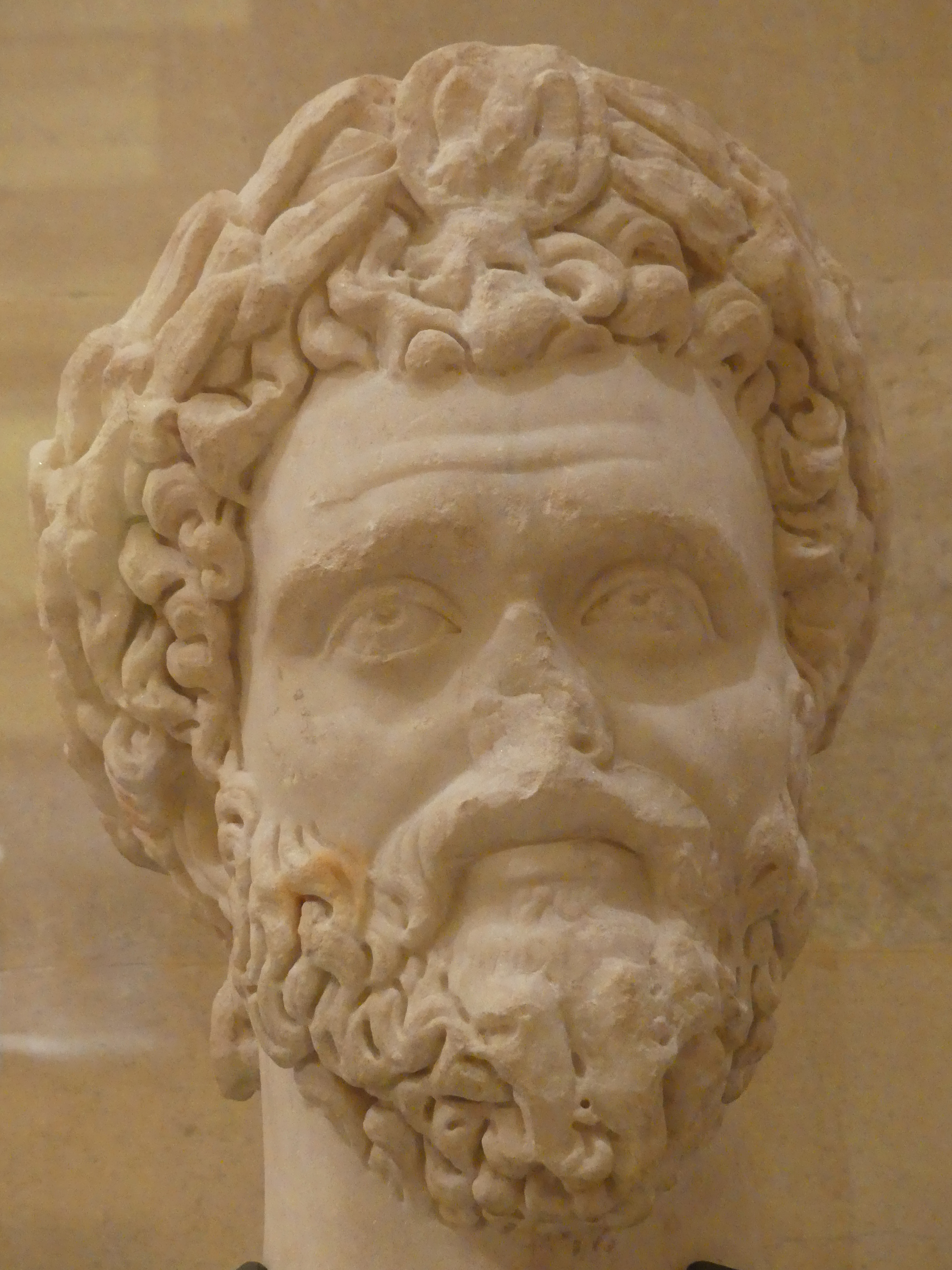
الرأس الرخامي للإمبراطور سيبتيموس سيفيروس، من صور، معروض في المتحف الوطني في بيروت.

بعد وفاة الإمبراطور الروماني كومودوس في القرن الثاني، اندلعت حرب أهلية، حيث دعم بيريتوس وصيدا بيسينيوس النيجر. بينما دعمت مدينة صور سيبتيموس سيفيروس، مما دفع النيجر إلى إرسال رجال الرمح والرماة من ماوري لنهب المدينة. ومع ذلك، خسرت النيجر الحرب الأهلية، وقرر سيبتيموس سيفيروس إظهار امتنانه لدعم صور بجعلها عاصمة الفينيقية.

## المندوبون الإمبراطوريون الملكيون في فينيقيا
| تاريخ     | المندوب الإمبراطوري الملكي (الحاكم)            |
| --------- | ---------------------------------------------- |
| 193 - 194 | تي. مانيليوس فوسكوس                            |
| 198       | س: فينديوس روفوس ماريوس مكسيموس إل كالفينيانوس |

## الأحداث

### سنة 100

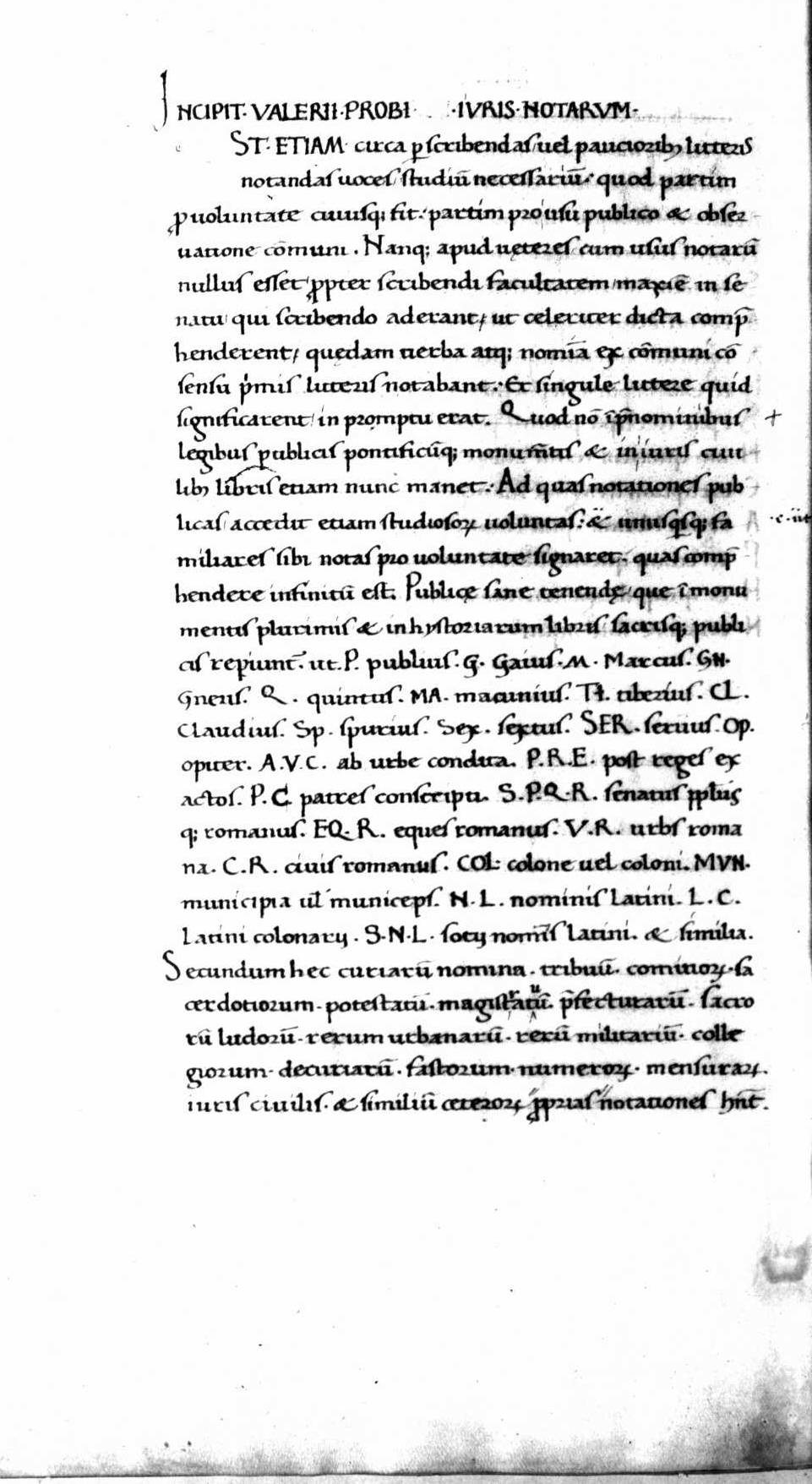
بروبس، ماركوس فاليريوس – دي يوريس نوتاروم، جزء. ، القرن الخامس عشر – BEIC 14822487.

- النحوي والناقد الروماني اللبناني ماركوس فاليريوس بروبس، توفي سنة 105 م.[5]
- قطع رأس يودوكيا البعلبكية في 1 مارس 107 م.[6]

### سنة 110
- أدريانوس الصوري، سفسطائي من أثينا القديمة ازدهر في عهد الأباطرة ماركوس أوريليوس وكومودوس، ولد عام 113 م.[7]

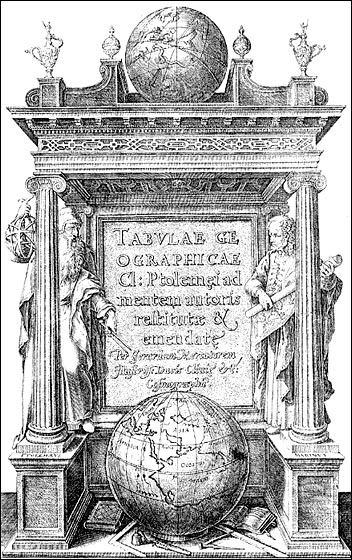
غلاف "خرائط" (1578)، عمل بطليموس. تم تصوير كل من بطليموس ومارينوس الصوري، على الأرجح بهذا الترتيب.

- غلاف "خرائط" (1578)، عمل بطليموس. تم تصوير كل من بطليموس ومارينوس الصوري، على الأرجح بهذا الترتيب.زلزال أنطاكية 115 الذي تعرضت فيه بيروت لأضرار جسيمة، وقع في 13 كانون الأول (ديسمبر) 115 م.[8]

### سنة 130
- مارينوس الصوري، جغرافي ورسام خرائط وعالم رياضيات يوناني، مؤسس الجغرافيا الرياضية وقدم الأسس لجغرافية كلوديوس بطليموس المؤثرة، توفي عام 130 م.[9][10]
- الإمبراطور الروماني هادريان يزور مدينة صور عام 130/ 131.[11]

### سنة 140
كاتب أثري لبناني في المؤلفات النحوية والمعجمية والتاريخية وكاتب التاريخ الفينيقي فيلو الجبيلي، توفي سنة 141 م.